# حمیدبیگ شاه‌تختینسکی

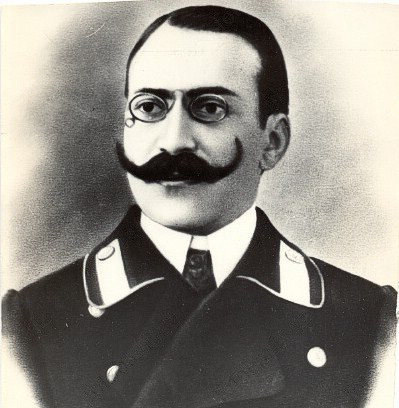
حمیدبیگ شاه‌تختینسکی، دولت‌مرد آذربایجانی

حمیدبیگ شاه‌تختینسکی (ترکی آذربایجانی: Həmid bəy Şahtaxtinski) دولت‌مرد آذربایجانی بود، که مسئولیت وزارت آموزش و پرورش جمهوری دمکراتیک آذربایجان و امور مذهبی در ۵-امین هیئت دولت را به عهده داشت و نیز برای مدتی نماینده مجلس بود.

## زندگی
حمیدبیگ شاه‌تختینسکی در ۱۲ مارس ۱۸۸۰ در روستای شاه‌تختی نخجوان در امپراتوری روسیه متولد شد. پس از اتمام تحصیلات متوسطه خود در یک مدرسه دینی در نخجوان، وارد دانشسرای عالی ایروان و در سال ۱۸۹۹ از آن دانش‌آموخته شد. سپس فعالیت‌های شغلی خود را به عنوان آموزگار زبان آذربایجانی و روسی در همان مؤسسه آغاز کرد. او همچنین عضو «بنیاد خیریه مسلمانان اریوان» بود. بعد شاه‌تختینسکی برای ادامه تحصیل راه اودسا را در پیش گرگفت و در رشته حقوق در دانشگاه اودسا درس خواند. هنگامی که در اکراین دانشجو بود، به «سازمان هموطن آذربایجانی» پیوست. در سال ۱۹۱۲، به آذربایجان بازگشت و در شهر گنجه سکونت یافت، جایی که در سال ۱۹۱۴، وی به عنوان بازرس کل مدارس استان «الیزابت‌پل» گماشته شد. پس از آنکه در سال ۱۹۱۶ به باکو نقل مکان کرد، به منصبی مشابه در دادگاه منطقه باکو تعیین شد.

## کارنامه سیاسی
در سال ۱۹۱۷، حمیدبیگ شاه‌تختینسکی به عضویت حزب «اتحاد» درآمد و به عنوان کمیسر اداره آموزش و پرورش قفقاز جنوبی گماشته شد. حمیدبیگ شاه‌تختینسکی که در آستانه اعلام استقلال جمهوری دمکراتیک آذربایجان عضو شورای ملی آذربایجان بود، به تشکیل یک کشور مستقل رای مثبت داد. بعد از تأسیس جمهوری دمکراتیک آذربایجان در ۲۸ ماه مه سال ۱۹۱۸، او به عنوان نماینده حزب «اتاحاد» به مجلس ملی راه یافت.
در دوران کابینه دوم، سوم و چهارم، شاه‌تختینسکی سکانداری وزارت آموزش و پرورش و امور مذهبی را عهده‌دار بود. وی مسئولیت دوره‌های آموزشی را که بری مدرسان در شهرهای شکی، زاقاتالا و شوشی برپا شده بود، به عهده داشت.
هنگامی که دولت پنجم با ریاست نصیب بیگ یوسف بیگلی در ۲۲ دسامبر سال ۱۹۱۹ تشکیل شد، حمیدبیگ شاه‌تختینسکی به عنوان وزیر آموز و پرورش و امور مذهبی جمهوری دمکراتیک آذربایجان منصوب گردید. در دوران ریاست خود بر این وزارتخانه، نقش بسزایی در راستای بنیانگذاری دانشگاه دولتی باکو ایفا کرد؛ دانشگاهی که در سال‌های متوالی خود او نیز در آن مشغول تدریس و همچنین رئیس یک دانشکده شد.
در پی تهاجم ارتش سرخ به جمهوری دمکراتیک آذربایجان در ۲۸ آوریل سال ۱۹۲۰، که منجر به سقوط آن جمهوری گردید، حمیدبیگ شاه‌تختینسکی از «دانشگاه قفقاز جنوبی» واقع در تفلیس فارغ‌التحصیل شد. در دهه ۱۹۳۰، در دانشگاه زبان آذربایجان و نیز در دانشگاه علوم پزشکی آذربایجان درس داد.